# Иванов, Геннадий Валентинович
Геннадий Валентинович Иванов (6 августа 1939 года, Брянск, СССР — 12 августа 2018 года, Россия) — советский и российский актёр, заслуженный артист России.

## Биография
Закончил Ярославское театральное училище (1967).
С 1968 года — актёр «Театра на Спасской».
Супруга — Антонина Петровна Иванова (1946—2014), актриса «Театра на Спасской».
Сын — поэт, музыкант, вокалист группы «Торба-на-Круче» Максим Геннадьевич Иванов.

## Наиболее значимые роли
- Карабас Барабас («Приключения Буратино» А. Толстой)
- Келлер («Сотворившая чудо» У. Гибсон)
- Священник («Мамаша Кураж и её дети» Б. Брехт)
- Джон Пирибингл («Сверчок на печи» Ч. Диккенс)
- Гарри Далтон («Эквус» П. Шеффер)
- Людовик XIV («Мольер» М. Булгаков)
- Дорн («Чайка» А. Чехов)
- Полоний («Гамлет» У. Шекспир)
- Сальери («Маленькие трагедии» А. Пушкин)
- Ришельё («Три мушкетёра» А. Дюма)
- Князь Дулебов («Таланты и поклонники» А. Островский)
- Явтух («Панночка» Н. Садур)
- Дюлак («Орфей и Эвридика» Ж. Ануй)
- Лука Лукич Хлопов, смотритель училищ («Ревизор» Н. Гоголь)
- Король («Золушка» Т. Габбе)
- Граф Лудовико («Собака на сене» Лопе де Вега)
- Скарчафико («Принцесса Грёза» Э. Ростан)
- Зевс («Мифы Древней Греции»)
- Айра («Парень и пёс» К. Фёдоров)
- Силан («Горячее сердце» А. Н. Островский)
- Андрей Гаврилович, отец Дубровского («Дубровский» А. С. Пушкин)
- Старый капитан («Алые паруса» А. Грин)